# Río La Miel
Le río La Miel est une rivière de Colombie et un affluent du río Magdalena.

## Géographie
Le río La Miel prend sa source dans la municipalité de Manzanares (département de Caldas), dans la cordillère Centrale. Il coule ensuite vers l'est puis le nord-est, avant de rejoindre le río Magdalena à la limite des départements de Caldas, Antioquia et Boyacá.